# Crespinell groc

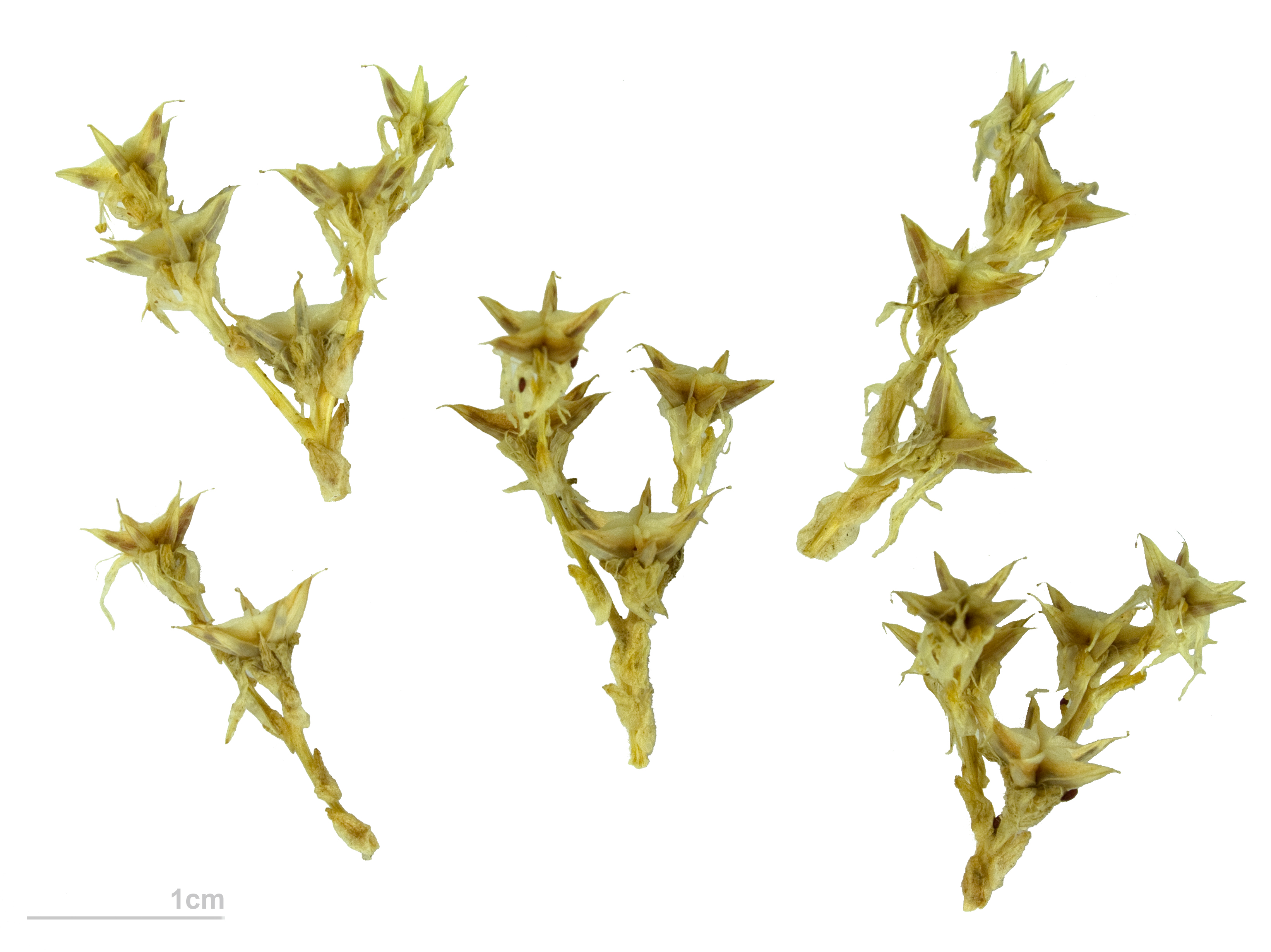
Sedum acre

El crespinell groc o cresp (Sedum acre) és una planta perenne de la família de les crassulàcies originària d'Europa, però naturalitzada a l'Amèrica del Nord.
Fa de 5 a 15 cm d'alçada. És una herba cespitosa que creix en sòls pedregosos o poc profunds. Les fulles són suculentes, ovoides, de 3 a 6 mm, amb l'amplada màxima a la meitat inferior. Les flors són d'un groc viu. Floreix de juny a juliol.
Es troba en sòls calcaris i a vegades silicis de l'estatge subalpí, a la regió mediterrània, del nivell del mar als 2.000 m d'altitud. No es troba a les Balears.
És una planta tòxica que provoca vòmits. Com indica el nom científic, té un sabor picant. En medicina popular s'havia utilitzat contra les malalties de la pell.